# Evgueni Tsvetkov
Pour les articles homonymes, voir Tsvetkov.
Evgueni Tsvetkov est un joueur franco-russe de volley-ball né le 23 septembre 1988 à Moscou (Union soviétique). Il mesure 2,01 m et joue central après avoir commencé sa carrière comme réceptionneur-attaquant. Il est le fils de Dimitri Tsvetkov.

## Clubs
| Club             | Pays   | De        | À         |
| ---------------- | ------ | --------- | --------- |
| Dynamo Moscou    | Russie | 2006-2007 | 2006-2007 |
| AS Cannes        | France | 2007-2008 | 2007-2008 |
| Rennes Volley 35 | France | 2008-2009 | 2009-2010 |

## Palmarès
Néant.